# Sandefjord Fotball 2013
Questa voce raccoglie le informazioni riguardanti il Sandefjord Fotball nelle competizioni ufficiali della stagione 2013.

## Stagione
Il Sandefjord chiuse la stagione all'8º posto in classifica, mentre l'avventura nella Coppa di Norvegia 2013 si chiuse al terzo turno, con l'eliminazione per mano dell'Odd. Iven Austbø, Eirik Lamøy e Kjell Rune Sellin furono i calciatori più utilizzati in stagione, con 31 presenze ciascuno (per Austbø e Lamøy furono 29 in campionato e 2 in coppa, mentre per Sellin furono 28 in campionato e 3 in coppa). Sellin fu anche il miglior marcatore stagionale con 9 reti, di cui 8 in campionato.

## Maglie e sponsor
Lo sponsor tecnico per la stagione 2013 fu Diadora, mentre lo sponsor ufficiale fu Jotun. La divisa casalinga era composta da una maglietta blu con inserti bianchi, pantaloncini blu e calzettoni bianchi. Quella da trasferta era invece costituita da una maglia rossa con inserti blu, pantaloncini e calzettoni rossi.
| Casa | Trasferta |

## Rosa
| N. |                     | Ruolo | Calciatore           |
| -- | ------------------- | ----- | -------------------- |
| 1  | Norvegia (bandiera) | P     | Iven Austbø          |
| 2  | Norvegia (bandiera) | A     | Cato Hansen          |
| 3  | Norvegia (bandiera) | D     | Yaw Amankwah         |
| 4  | Senegal (bandiera)  | D     | Victor Demba Bindia  |
| 5  | Norvegia (bandiera) | D     | Alexander Gabrielsen |
| 6  | Norvegia (bandiera) | D     | Kristian Brix        |
| 7  | Norvegia (bandiera) | C     | Ørjan Røyrane        |
| 8  | Norvegia (bandiera) | C     | Lars Iver Strand     |
| 9  | Senegal (bandiera)  | A     | Cheikhou Dieng       |
| 10 | Norvegia (bandiera) | A     | Eirik Lamøy          |
| 11 | Norvegia (bandiera) | C     | Martin Torp          |
| 12 | Norvegia (bandiera) | P     | Marius Berntzen      |
| 14 | Gambia (bandiera)   | C     | Tijan Jaiteh         |
| 15 | Norvegia (bandiera) | D     | Kim Skogsrud         |

| N. |                                 | Ruolo | Calciatore                |
| -- | ------------------------------- | ----- | ------------------------- |
| 16 | Danimarca (bandiera)            | D     | Thomas Juel-Nielsen       |
| 16 | Norvegia (bandiera)             | A     | Kamal Saaliti             |
| 17 | Norvegia (bandiera)             | D     | Tom Skogsrud              |
| 18 | Bosnia ed Erzegovina (bandiera) | C     | Fenan Salčinović          |
| 19 | Norvegia (bandiera)             | A     | Kjell Rune Sellin         |
| 20 | Norvegia (bandiera)             | A     | Johan Gulliksen           |
| 21 | Norvegia (bandiera)             | C     | Kristoffer Normann Hansen |
| 22 | Svezia (bandiera)               | C     | William Kurtović          |
| 23 | Norvegia (bandiera)             | C     | Henrik Gustavsen          |
| 24 | Norvegia (bandiera)             | D     | Marius Richvoldsen        |
| 24 | Norvegia (bandiera)             | C     | Anders Dieserud           |
| 25 | Norvegia (bandiera)             | C     | Kristian Istre            |
| 27 | Norvegia (bandiera)             | C     | Christer Hansen           |

## Calciomercato

### Sessione invernale(dal 01/01 al 31/03)
| Acquisti | Acquisti                  | Acquisti         | Acquisti      |
| R.       | Nome                      | da               | Modalità      |
| -------- | ------------------------- | ---------------- | ------------- |
| P        | Marius Berntzen           | Runar            | definitivo    |
| C        | Kristoffer Normann Hansen | Fram Larvik      | fine prestito |
| C        | Fenan Salčinović          | Olimpik Sarajevo | definitivo    |
| C        | Lars Iver Strand          |                  | svincolato    |
| A        | Kjell Rune Sellin         | Aalesund         | definitivo    |

| Cessioni | Cessioni              | Cessioni    | Cessioni   |
| R.       | Nome                  | a           | Modalità   |
| -------- | --------------------- | ----------- | ---------- |
| P        | Tomi Maanoja          |             | svincolato |
| C        | Panajotis Dimitriadis |             | svincolato |
| C        | Tobias Jacobsen       | Runar       | definitivo |
| A        | Jo Sondre Aas         | Ranheim     | definitivo |
| A        | Martin Brekke         |             | svincolato |
| A        | Tobias Hem            | Fram Larvik | definitivo |
| A        | Kristian Klepaker     | Vidar       | definitivo |

### Sessione estiva(dal 15/07 al 10/08)
| Acquisti | Acquisti            | Acquisti | Acquisti   |
| R.       | Nome                | da       | Modalità   |
| -------- | ------------------- | -------- | ---------- |
| D        | Thomas Juel-Nielsen |          | svincolato |

| Cessioni | Cessioni                  | Cessioni    | Cessioni   |
| R.       | Nome                      | a           | Modalità   |
| -------- | ------------------------- | ----------- | ---------- |
| C        | Kristoffer Normann Hansen | Fram Larvik | prestito   |
| A        | Kamal Saaliti             | Notodden    | definitivo |

## Risultati

### 1. divisjon

#### Girone di andata
| Strømmen 7 aprile 2013, ore 18:00 1ª giornata | Strømmen                | 0 – 0 referto | Sandefjord | Strømmen Stadion (647 spett.)\| Arbitro: \| Smehus Kringstad (Oslo) \| |
| Arbitro:                                      | Smehus Kringstad (Oslo) |               |            |                                                                        |

| Arbitro: | Toppe |

|                    |           |            |
| Torp 61’ Lamøy 85’ | Marcatori | 60’ Laajab |

| Arbitro: | Rafiq |

|           |           |                           |
| Anier 20’ | Marcatori | 32’ Gabrielsen 47’ Sellin |

| Arbitro: | Eskås |

|  |           |          |
|  | Marcatori | 63’ Åsen |

| Arbitro: | Hansen (Feda) |

|            |           |  |
| Torske 48’ | Marcatori |  |

| Arbitro: | Rafiq |

|                               |           |                                |
| Sellin 29’ Lamøy 53’ Torp 84’ | Marcatori | 64’ Asani 90’ (rig.) Gundersen |

| Arbitro: | Eskås |

|  |           |                               |
|  | Marcatori | 29’ Sellin 51’ Torp 59’ Lamøy |

| Arbitro: | Lundby |

|                 |           |            |
| Sellin 37’, 69’ | Marcatori | 14’ Hammer |

| Arbitro: | Hansen |

|                                   |           |           |
| T. Skogsrud 8’ Dieng 19’ Brix 33’ | Marcatori | 84’ Myhre |

| Arbitro: | Gjermshus |

|             |           |                       |
| Skartun 21’ | Marcatori | 12’ Dieng 90’ Røyrane |

| Sandefjord 9 giugno 2013, ore 18:00 11ª giornata             | Sandefjord | 1 – 1 referto    | Ullensaker/Kisa | Komplett.no Arena (2.247 spett.) |
| \| \| \| \| \| Lamøy 51’ \| Marcatori \| 53’ Christiansen \| |            |                  |                 |                                  |
|                                                              |            |                  |                 |                                  |
| Lamøy 51’                                                    | Marcatori  | 53’ Christiansen |                 |                                  |

| Arbitro: | Moen |

|  |           |           |
|  | Marcatori | 77’ Lamøy |

| Arbitro: | Gjermshus |

|  |           |                        |
|  | Marcatori | 38’ Sandal 45’ Standal |

| Sandefjord 30 giugno 2013, ore 18:00 14ª giornata | Sandefjord       | 0 – 0 referto | Stabæk | Komplett.no Arena (2.436 spett.)\| Arbitro: \| Borgersen (Oslo) \| |
| Arbitro:                                          | Borgersen (Oslo) |               |        |                                                                    |

| Arbitro: | Steen |

|                                 |           |            |
| Stokke 63’ Kirkevold 90’ (rig.) | Marcatori | 11’ Sellin |

#### Girone di ritorno
| Arbitro: | Tennøy |

|                      |           |                  |
| Lamøy 22’ Sellin 54’ | Marcatori | 57’, 71’ Nystuen |

| Arbitro: | Eskås |

|                       |           |  |
| Laajab 48’ Ndiaye 88’ | Marcatori |  |

| Arbitro: | Steen |

|                          |           |                               |
| Lamøy 2’ Torp 80’ (rig.) | Marcatori | 27’ Izuchukwu 90’ Lennartsson |

| Arbitro: | Borgersen (Oslo) |

|                          |           |  |
| Andersen 32’ Standal 86’ | Marcatori |  |

| Arbitro: | Lundby |

|                      |           |  |
| Torp 10’, 82’ (rig.) | Marcatori |  |

| Arbitro: | Eskås |

|  |           |               |
|  | Marcatori | 18’ Gulliksen |

| Arbitro: | Toppe |

|                         |           |           |
| Stølås 24’ Kapidzic 56’ | Marcatori | 14’ Lamøy |

| Sandefjord 14 settembre 2013, ore 15:30 23ª giornata | Sandefjord      | 0 – 0 referto | Fredrikstad | Komplett.no Arena (2.026 spett.)\| Arbitro: \| Helgerud (Lier) \| |
| Arbitro:                                             | Helgerud (Lier) |               |             |                                                                   |

| Arbitro: | Hansen |

|                                 |           |  |
| Idris 19’ Sveen 70’ Adebahr 73’ | Marcatori |  |

| Arbitro: | Gya |

|            |           |              |
| Jaiteh 42’ | Marcatori | 46’ Ramsland |

| Arbitro: | Ahlsen |

|                                                     |           |          |
| Amankwah 32’ (aut.) Jalasto 80’ Anene 88’ Kassi 90’ | Marcatori | 43’ Brix |

| Arbitro: | Haugen |

|                                                               |           |              |
| Røyrane 16’ Juel-Nielsen 71’ Gabrielsen 75’ (rig.) Sellin 88’ | Marcatori | 70’ Diomande |

| Arbitro: | Hansen |

|              |           |                                    |
| Blakstad 90’ | Marcatori | 13’ Strand 17’ Gulliksen 22’ Dieng |

| Arbitro: | Ahlsen |

|              |           |                           |
| Gulliksen 6’ | Marcatori | 69’ (rig.), 75’ Tømmernes |

| Arbitro: | Gjermshus |

|                            |           |                |
| Azemi 3’ (rig.) Skogmo 56’ | Marcatori | 24’ Ca. Hansen |

### Coppa di Norvegia
| Arbitro: | Rønning |

|  |           |                                   |
|  | Marcatori | 3’ Gulliksen 33’ Saaliti 90’ Torp |

| Arbitro: | Saggi |

|                      |           |  |
| Dieng 86’ Sellin 90’ | Marcatori |  |

| Arbitro: | Nilsen (Oslo) |

|                           |           |  |
| Johnsen 17’ Krogsgård 68’ | Marcatori |  |

## Statistiche

### Statistiche di squadra
| Competizione      | Punti | In casa | In casa | In casa | In casa | In casa | In casa | In trasferta | In trasferta | In trasferta | In trasferta | In trasferta | In trasferta | Totale | Totale | Totale | Totale | Totale | Totale | DR |
| Competizione      | Punti | G       | V       | N       | P       | Gf      | Gs      | G            | V            | N            | P            | Gf           | Gs           | G      | V      | N      | P      | Gf     | Gs     | DR |
| ----------------- | ----- | ------- | ------- | ------- | ------- | ------- | ------- | ------------ | ------------ | ------------ | ------------ | ------------ | ------------ | ------ | ------ | ------ | ------ | ------ | ------ | -- |
| 1. divisjon       | 43    | 15      | 6       | 6       | 3       | 23      | 18      | 15           | 6            | 1            | 8            | 16           | 21           | 30     | 12     | 7      | 11     | 39     | 39     | 0  |
| Coppa di Norvegia | -     | 1       | 1       | 0       | 0       | 2       | 0       | 2            | 1            | 0            | 1            | 3            | 2            | 3      | 2      | 0      | 1      | 5      | 2      | +3 |
| Totale            | -     | 16      | 7       | 6       | 3       | 25      | 18      | 17           | 7            | 1            | 9            | 19           | 23           | 33     | 14     | 7      | 12     | 44     | 41     | +3 |

### Statistiche dei giocatori
| Giocatore         | 1. divisjon | 1. divisjon | 1. divisjon | 1. divisjon | Coppa di Norvegia | Coppa di Norvegia | Coppa di Norvegia | Coppa di Norvegia | Coppe europee | Coppe europee | Coppe europee | Coppe europee | Altre coppe | Altre coppe | Altre coppe | Altre coppe | Totale   | Totale | Totale      | Totale     |
| Giocatore         | Presenze    | Reti        | Ammonizioni | Espulsioni  | Presenze          | Reti              | Ammonizioni       | Espulsioni        | Presenze      | Reti          | Ammonizioni   | Espulsioni    | Presenze    | Reti        | Ammonizioni | Espulsioni  | Presenze | Reti   | Ammonizioni | Espulsioni |
| ----------------- | ----------- | ----------- | ----------- | ----------- | ----------------- | ----------------- | ----------------- | ----------------- | ------------- | ------------- | ------------- | ------------- | ----------- | ----------- | ----------- | ----------- | -------- | ------ | ----------- | ---------- |
| Y. Amankwah       | 25          | 0           | 2           | 1           | 2                 | 0                 | 0                 | 0                 | ?             | ?             | ?             | ?             | ?           | ?           | ?           | ?           | 27+      | 0+     | 2+          | 1+         |
| I. Austbø         | 29          | 0           | 2           | 1           | 2                 | 0                 | 0                 | 0                 | ?             | ?             | ?             | ?             | ?           | ?           | ?           | ?           | 31+      | 0+     | 2+          | 1+         |
| M. Berntzen       | 2           | 0           | 0           | 0           | 1                 | 0                 | 0                 | 0                 | ?             | ?             | ?             | ?             | ?           | ?           | ?           | ?           | 3+       | 0+     | 0+          | 0+         |
| V. Bindia         | 28          | 0           | 5           | 0           | 2                 | 0                 | 0                 | 0                 | ?             | ?             | ?             | ?             | ?           | ?           | ?           | ?           | 30+      | 0+     | 5+          | 0+         |
| K. Brix           | 26          | 2           | 2           | 0           | 3                 | 0                 | 0                 | 0                 | ?             | ?             | ?             | ?             | ?           | ?           | ?           | ?           | 29+      | 2+     | 2+          | 0+         |
| C. Dieng          | 26          | 3           | 4           | 0           | 3                 | 1                 | 0                 | 0                 | ?             | ?             | ?             | ?             | ?           | ?           | ?           | ?           | 29+      | 4+     | 4+          | 0+         |
| A. Dieserud       | 2           | 0           | 0           | 0           | 0                 | 0                 | 0                 | 0                 | ?             | ?             | ?             | ?             | ?           | ?           | ?           | ?           | 2+       | 0+     | 0+          | 0+         |
| A. Gabrielsen     | 14          | 2           | 1           | 0           | 0                 | 0                 | 0                 | 0                 | ?             | ?             | ?             | ?             | ?           | ?           | ?           | ?           | 14+      | 2+     | 1+          | 0+         |
| J. Gulliksen      | 17          | 3           | 1           | 0           | 2                 | 1                 | 0                 | 0                 | ?             | ?             | ?             | ?             | ?           | ?           | ?           | ?           | 19+      | 4+     | 1+          | 0+         |
| H. Gustavsen      | 8           | 0           | 0           | 0           | 2                 | 0                 | 1                 | 0                 | ?             | ?             | ?             | ?             | ?           | ?           | ?           | ?           | 10+      | 0+     | 1+          | 0+         |
| Ca. Hansen        | 19          | 1           | 1           | 0           | 1                 | 0                 | 0                 | 0                 | ?             | ?             | ?             | ?             | ?           | ?           | ?           | ?           | 20+      | 1+     | 1+          | 0+         |
| Ch. Hansen        | 13          | 0           | 0           | 0           | 1                 | 0                 | 0                 | 0                 | ?             | ?             | ?             | ?             | ?           | ?           | ?           | ?           | 14+      | 0+     | 0+          | 0+         |
| K. Istre          | 0           | 0           | 0           | 0           | 0                 | 0                 | 0                 | 0                 | ?             | ?             | ?             | ?             | ?           | ?           | ?           | ?           | 0+       | 0+     | 0+          | 0+         |
| T. Jaiteh         | 25          | 1           | 5           | 1           | 2                 | 0                 | 1                 | 0                 | ?             | ?             | ?             | ?             | ?           | ?           | ?           | ?           | 27+      | 1+     | 6+          | 1+         |
| W. Kurtović       | 0           | 0           | 0           | 0           | 0                 | 0                 | 0                 | 0                 | ?             | ?             | ?             | ?             | ?           | ?           | ?           | ?           | 0+       | 0+     | 0+          | 0+         |
| E. Lamøy          | 29          | 8           | 4           | 0           | 2                 | 0                 | 0                 | 0                 | ?             | ?             | ?             | ?             | ?           | ?           | ?           | ?           | 31+      | 8+     | 4+          | 0+         |
| K. Normann Hansen | 1           | 0           | 0           | 0           | 1                 | 0                 | 0                 | 0                 | ?             | ?             | ?             | ?             | ?           | ?           | ?           | ?           | 2+       | 0+     | 0+          | 0+         |
| M. Richvoldsen    | 0           | 0           | 0           | 0           | 0                 | 0                 | 0                 | 0                 | ?             | ?             | ?             | ?             | ?           | ?           | ?           | ?           | 0+       | 0+     | 0+          | 0+         |
| Ø. Røyrane        | 21          | 2           | 3           | 0           | 2                 | 0                 | 1                 | 0                 | ?             | ?             | ?             | ?             | ?           | ?           | ?           | ?           | 23+      | 2+     | 4+          | 0+         |
| K. Saaliti        | 5           | 0           | 0           | 0           | 2                 | 1                 | 0                 | 0                 | ?             | ?             | ?             | ?             | ?           | ?           | ?           | ?           | 7+       | 1+     | 0+          | 0+         |
| F. Salčinović     | 12          | 0           | 1           | 0           | 2                 | 0                 | 0                 | 0                 | ?             | ?             | ?             | ?             | ?           | ?           | ?           | ?           | 14+      | 0+     | 1+          | 0+         |
| K. Sellin         | 28          | 8           | 2           | 0           | 3                 | 1                 | 0                 | 0                 | ?             | ?             | ?             | ?             | ?           | ?           | ?           | ?           | 31+      | 9+     | 2+          | 0+         |
| K. Skogsrud       | 26          | 3           | 4           | 0           | 3                 | 1                 | 0                 | 0                 | ?             | ?             | ?             | ?             | ?           | ?           | ?           | ?           | 29+      | 4+     | 4+          | 0+         |
| T. Skogsrud       | 26          | 3           | 4           | 0           | 3                 | 1                 | 0                 | 0                 | ?             | ?             | ?             | ?             | ?           | ?           | ?           | ?           | 29+      | 4+     | 4+          | 0+         |
| L. Strand         | 18          | 1           | 2           | 1           | 1                 | 0                 | 0                 | 0                 | ?             | ?             | ?             | ?             | ?           | ?           | ?           | ?           | 19+      | 1+     | 2+          | 1+         |
| M. Torp           | 19          | 6           | 1           | 0           | 2                 | 1                 | 0                 | 0                 | ?             | ?             | ?             | ?             | ?           | ?           | ?           | ?           | 21+      | 7+     | 1+          | 0+         |